# Ошский гуманитарно-педагогический институт имени А. Мырсабекова
Ошский государственный педагогический университет имени А. Мырсабекова (кирг. Ош гуманитардык-педагогикалык институ) — высшее учебное педагогическое заведение Кыргызстана, готовящее педагогов для школ республики. Расположен в г. Ош. Университет носит имя одного из своих руководителей — Анашбека Жумалиевича Мырсабекова.

## История
В 1925 году на базе одногодичных курсов по подготовке учителей начальных классов было открыто специальное педагогическое учебное заведение — педагогический техникум, первым директором которого стал Султан Курмаев, завучем — Шарип Гарифжанов. В 1927 году техникум переводится в Джалал-Абад. В 1939 году он вновь создан в Оше. Во время Великой Отечественной войны производится большой приём девушек, что стало большим вкладом как в подготовку национальной интеллигенции в Средней Азии, так и в реальное равноправие женщин.
В 1966 году произошло третье открытие приёма в Ошское педагогическое училище, с 1968 года открывается дошкольное отделение, первый выпуск которого состоялся в 1972 году. С 1972 года в течение 20 лет педучилищем бессменно руководил Юсуп Токтосунович Токтосунов. В 1975 году открывается музыкального отделение. В 1979 году построено здание общежития на 611 мест, а в 1982 году — учебный корпус.
В 1992 году директором педучилища стал к.пед.н. Кенжемат Абдалакимович Абдылакимов. Наряду с подготовкой специалистов по системе государственного заказа в училище проводится набор на контрактной основе. Была возобновлена подготовка на заочной форме обучения.
В 1994 году по решению коллегии Министерства народного образования Ошское педагогическое училище переименовано в Ошский педагогический колледж. В 1995 колледж возглавил к.псих.н. Анашбек Жумалиевич Мырсабеков, имя которого в настоящее время носит институт.
В 1996 году постановлением Правительства Кыргызстана Ошский педагогический колледж преобразован в Ошский высший колледж. Происходят изменения структуры: открываются педагогический и гуманитарный факультеты, образуются кафедры. В 1998 году Ошский высший колледж возглавил к.ф.-м.н. Досаалы Чоюбекович Иманбердиев. Создаётся международный отдел, образуются педагогический, физкультурный, музыкальный колледжи, открывается факультет дистанционного образования (филиал в г. Сулюкта, учебные лаборатории в Кадамджае, Кара-Кульдже, Наукате, Кара-Суу). Решением учёного совета института созданы новые факультеты: менеджмента и бизнеса, естественно-математический, Киргизско-Российский. Педагогический состав составили 6 докторов наук, профессоров, 28 кандидатов наук, доцентов, 57 преподавателей-методистов, более 40 отличников образования СССР и Киргизской ССР.
В 2002 году на основании постановления Правительства Кыргызстана Ошский высший колледж получил статус Ошского гуманитарно-педагогического института (ОГПИ). Ранее этой аббревиатурой обозначался Ошский государственный педагогический институт, ныне Ошский государственный университет (ОшГУ). В 2005 году ректором стал д.пед.н., профессор Доолотбай Бабаевич Бабаев. С декабря 2006 институт возглавлял д.филолог.н., профессор Каныбек Абдуваситович Исаков.
В 2015—2016 учебном году в вузе обучалось 6770 студентов, на дневном отделении 3763 студента, на дистанционной форме 3007 студента. Институт является одни из пяти вузов страны, готовящих учителей для реализации начатой в 2017 году программы многоязычного образования (на киргизском, русском и английском языках) в детских садах, школах и высших учебных заведениях Кыргызстана.

## Структура
В институте 6 факультетов:
- гуманитарный (специальности — история; английский язык; социальная сфера);
- естественно географический (специальности — биология; география; химия);
- кыргызско-российский (специальности — русский язык и литература; киргизский язык и литература; китайский язык)
- математика и компьютерная технология (специальности — математика; информатика);
- музыкально-педагогический (специальности — музыка; педагогика);
- физическая культура (специальность — физическая культура);

В структуру университета также входит колледж.

## Международное сотрудничество
ОГПИ сотрудничает с зарубежными учебными заведениями, научными центрами, фондами (фонд «Сорос-Кыргызстана», фонд «Евразия», ДААД, ЮНЕСКО, ЮСАИД и др.), а также посольствами России, Египта, Китая, Иран, Кореи. Поддерживаются контакты с представителями Россотрудничества в Кыргызстане.
Тесные контакты установлены с КУУ, КНУ, БГУ, ОШМУ, ОшТУ, ЖаМУ, БатМУ и др.
Студенты ОГПИ продолжают обучение в университетах Германии, Англии, России (УРГПУ), Китая, Египта и других стран.
С 2017 года в институте открыт «класс Конфуция», в котором волонтёры из Китайской Народной Республики проводят бесплатное обучение учащихся школ и вузов китайскому языку, оказывают содействие в подготовке к экзаменам по китайскому для грантового образования в университетах и институтах КНР.